# Rekonstruktionstiden

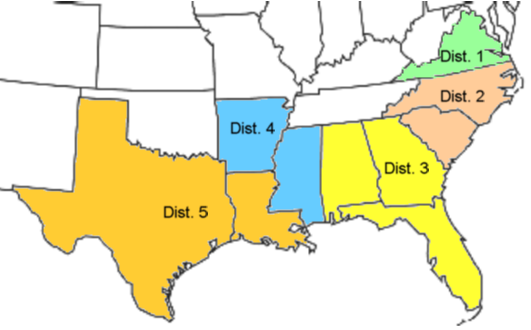
Den administrativa indelningen av sydstaterna i fem militärdistrikt.

Rekonstruktionstiden (engelska: Reconstruction Era), av engelskans ord för återuppbyggnad (reconstruction), betecknar i amerikansk historieskrivning perioden från amerikanska inbördeskrigets slut 1865 till år 1877 då de besegrade sydstaterna styrdes av den federala regeringen genom ombud.

## Överblick
Efter inbördeskriget ställdes den federala regeringen inför tre huvudsakliga problem gällande den besegrade Konfederationen:
- Den politiska försoningen och återupptagandet av sydstaterna i Unionen.
- Den ekonomiska återuppbyggnaden av södern.
- Utbildning och stöd till de befriade slavarna.

Sydstaterna ställdes under USA:s armé, som förvaltade områdena som militära ockupationszoner. Förlorarna behandlades hårdhänt under denna tid och många som i Konfederationen haft ledande positioner, såväl politiskt som militärt, förlorade både hem och jobb. Andra förhindrades att rösta, vilket tillsammans med en radikal rösträttskampanj för svarta amerikaner och immigration av vita republikaner norrifrån ledde till att Republikanska partiet fick en viktig ställning i den traditionellt demokratiskt dominerade södern.

## Historia

### Tidig rekonstruktion
Redan 1861–1862 stiftade president Abraham Lincoln lagar som upphävde ägarskapet över de slavar som flydde till nordstaterna och tillhörde vita som stred för Konfederationen i inbördeskriget. I ett försök att förebygga försök av Kongressen att ta över kontroll av den ockuperade södern från presidenten placerades vissa av de besegrade sydstaterna under militär kontroll år 1862. 1864 föreslog Lincoln en kompromiss för att återuppta sydstaterna i Unionen där svarta fick arbeta på plantager i ett år mot minimal betalning och 10% av delstaternas vita skulle svära sin trohet till Unionen. Kongressen godtog dock ej denna lösning utan krävde något mycket hårdare, men Lincoln fortsatte att kämpa för denna lösning för nationell försoning.
1865 bildades Freedman's Bureau, en federal myndighet med ansvar för att försörja flyende och frisläppta slavar och vita flyktingar i södra USA. Byråns arbete medförde att de röstberättigade afroamerikanerna vände delstatsval i södern till Republikanska partiets fördel.

### Under Andrew Johnson
Under Andrew Johnsons presidentskap från 1865 förklarades krigets mål för slaveriet och återuppbyggnad vara uppnått, något som fick republikanerna i kongressen att vända sig emot honom. Johnson hade tidigare förespråkat en hård politik mot de besegrade separatisterna men väl president antog han snabbt en annan inställning och benådade flera av Konfederationens ledare. Han hade också en väldigt konservativ syn på rekonstruktionen i helhet och ignorerade att sydstaterna direkt efter kriget började införa så kallade Black Codes som berövade afroamerikaner av alla de rättigheter de just erhållit. I mars 1866 la Johnson in sitt presidentveto mot 1866 års Civil Rights Act med förklaringen att det inkräktade på delstaternas rättigheter att själva lagstifta om rösträtt. Lagen antogs kort därefter då Kongressen erhöll kvalificerad majoritet att ignorera vetot.
I april 1866 föreslogs ett fjortonde författningstillägg som skulle ha infört flera av medborgarrättslagens rättigheter till USA:s konstitution men Johnson och hans konservativa allierade, främst i sydstaterna, förhindrade att en tillräcklig majoritet av delstaterna ratificerade tillägget för att det skulle träda i kraft. Republikanerna vann kongressvalet 1866 stort och påbörjade, mot Johnsons vilja, Radical Reconstruction året därpå.

### Radikal rekonstruktion

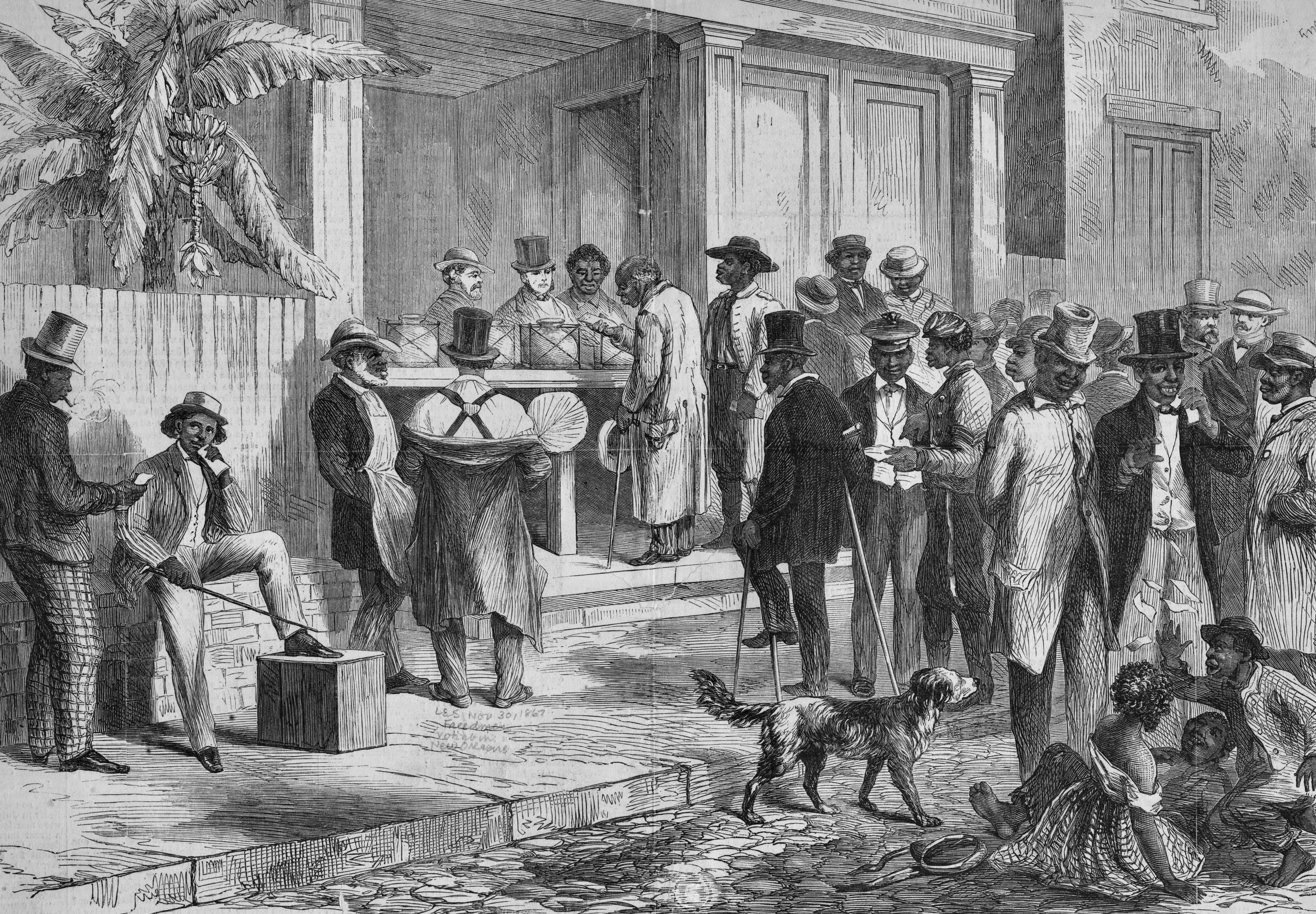
Befriade slavar röstar i val 1867.

Radikal rekonstruktion inleddes 1866, namngiven av de så kallade radikala republikanerna som dominerade Kongressen från 1866. I och med detta överfördes kontrollen över rekonstruktionspolitiken från presidenten till Kongressen. Detta var resultatet av en öppen konflikt mellan president Johnson och Kongressen där republikanerna i den sistnämnda ansåg att Johnson inte bedrev en tillräckligt hård linje mot sydstaterna. De konservativa demokraterna saknade nästan helt representation i Kongressen sedan inbördeskriget men däremot styrde de på många håll lokalt och på delstatsnivå i södern. Kongressen införde, över Johnsons protester, rösträtt till samtliga afroamerikanska män och beslutade om nyval i sydstaterna 1867. I de flesta sydstater röstades de demokratiska delstatsregeringarna ut av koalitioner av befriade slavar, vita immigranter från nordstaterna och vita sydstatsrepublikaner.
Enligt Reconstruction Acts från mars 1867, som också motsattes av president Johnson, ställdes sydstaterna under militär kontroll. Ett uttalat mål med arméns närvaro var att skydda afroamerikaner från våldsamma förföljelser samt att upprätthålla deras rätt att rösta. En annan effekt av den militära närvaron blev att de nyvalda republikanska delstatsregeringarna skyddades från politisk kollaps till följd av våld mot politiker och väljare. Med partikollegor vid makten på delstatsnivå i södern kunde de fjortonde och femtonde författningstilläggen till slut ratificeras (1868 respektive 1870).

### Slutet på rekonstruktionen

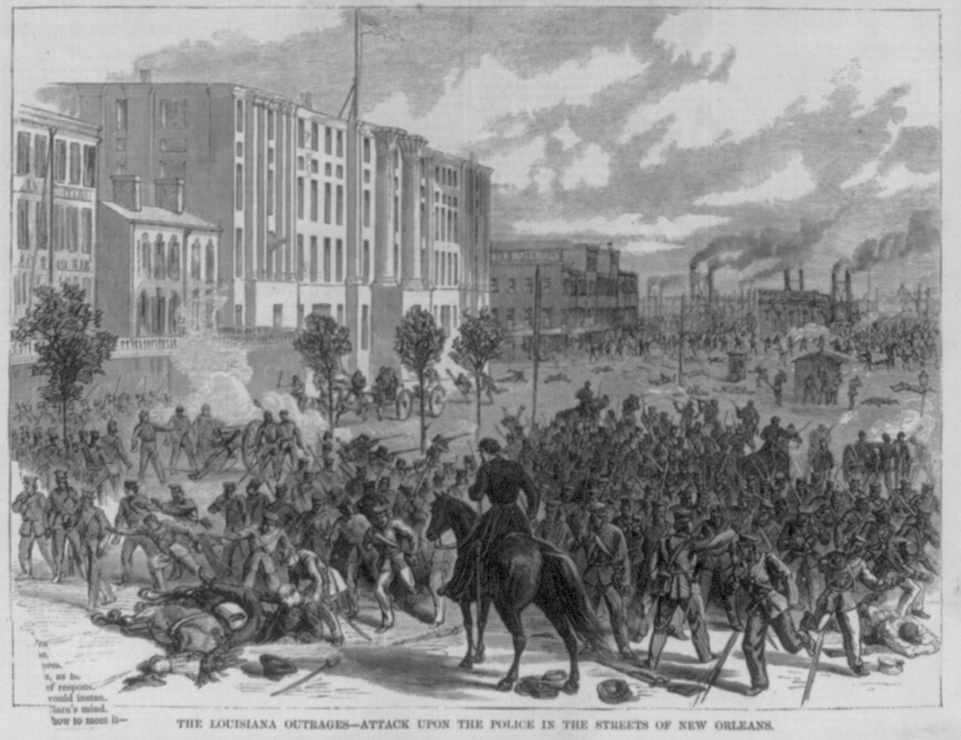
Paramilitära White League attackerar den rasintegrerade poliskåren i New Orleans 1874.

Efter 1877 års kompromiss försvann de sista resterna av den militära ockupationen av södern och de sista sydstaterna återfick slutligen sina gamla delstatsbefogenheter, med vissa undantag. Konservativa demokrater, så kallade Redeemers, återtog därefter makten i hela södern. Hos dessa fanns bitterheten från förlusten i kriget samt den efterföljande ockupationen kvar och man ville inte acceptera att svarta skulle ha samma rättigheter (trots att slaveriet var förbjudet). Detta ledde till en systematisk förföljelse av svarta liksom vita republikaner och så kallade carpetbaggers, vars arv skulle kvarstå länge bland annat genom Jim Crow-lagarna. Väpnade grupper som Ku Klux Klan som under ockupationen haft svårt att organisera dessa förföljelser fick hädanefter fritt spelrum.